# Deib Otoch
O Grupo Deib Otoch é um aglomerado empresarial brasileiro com matriz em Eusébio, no estado do Ceará. 

## Marcas do grupo
- Varejo: Lojas Esplanada / By Express / Otoch.
- Imobiliária: Simões Otoch - Construtora e Incorporadora Imobiliária.
- Financeira: Redesplan Administradora de Cartões de Crédito S/A.

O grupo foi fundado por 3 irmãos assim chamados: Geraldo, José e Deib Otoch começando com uma pequena loja no centro de Fortaleza.

## Lojas Esplanada - By Express
Fundada, em 1949, como um armazém especializado em tecidos, a rede Esplanada-By Express é hoje um dos maiores grupos de lojas de departamentos do país, com 30 lojas em diversos estados brasileiros. 
Em 1999, a rede de lojas deixou de ser focada apenas em tecidos e artigos para o lar, para se posicionar como uma loja de departamentos para toda a família.[carece de fontes?]
A partir de 2005, o foco da empresa passou a ser "moda jovem", com a entrada de atrizes globais, como Juliana Knust, Grazi Massafera e Deborah Secco nas propagandas e material visual de lojas.[carece de fontes?]
Em 2008 a rede entra na Região Norte através de uma loja em Belém. 
Em 2013, o Grupo Otoch anunciou o fechamento das lojas Esplanada By Express, assim como a venda de suas 15 lojas espalhadas pelo Brasil, que foi realizada aos poucos. Em entrevista ao Jornal O POVO, o advogado do grupo, Lúcio Modesto relatou que a decisão de sair do varejo, que foi tomada um mês e meio antes, foi devido à concorrência estrangeira. Boa parte das unidades existentes foram vendidas ao empresário Orlando Fonseca, proprietário da Tecidos & Cia., enquanto que a loja de Maranguape (Região Metropolitana de Fortaleza) foi adquirida pelo Grupo Zenir Móveis. Em julho de 2015 a Esplanada By Express de Arapiraca, Alagoas, encerrou as atividades sem aviso prévio aos clientes, inserindo dois avisos, um, que está vendendo os móveis, e outro, e da situação dos cartões, deixando os funcionários e a população de surpresa.